# Immagina che
Immagina che (Imagine That) è un film del 2009 diretto da Karey Kirkpatrick e interpretato da Eddie Murphy.
Questo film rappresenta l'ultimo in cui Eddie Murphy è doppiato dal suo storico doppiatore Tonino Accolla.

## Trama
Evan è un impegnato uomo d'affari, separato dalla moglie e con una bambina, Olivia, spesso trascurata dal padre che pensa solo a lavorare. Un giorno, Evan scopre che la figlia è in grado di prevedere futuri fatti finanziari (fallimenti, fusioni tra società, compravendita di azioni) con una precisione sbalorditiva. Chiedendo a Olivia come ci riesca, lei capisce che assecondando il padre può finalmente passare del tempo con lui. Gli spiega che è in contatto con strane regine di un paese magico, raggiungibile solo dopo danze sotto una piccola coperta di lana. I giorni passano, Olivia ed Evan non sbagliano un colpo, e lo stesso Evan inizia a essere attratto più dalla coperta che dalla figlia.
Nel frattempo, Johnny Whitefeather, un collega nemico di Evan geloso del suo successo, scopre quale sia il motivo della bravura di Evan, e va da una tribù indiana per comprarne una uguale. Evan, ormai accecato dal desiderio di possedere la coperta, entra in casa di un suo amico dove la figlia stava dormendo in compagnia di amici, e tenta di rubarla. Olivia, delusissima dal comportamento del padre, gli consegna la copertina, dicendo però di non volerlo presente alla recita che stava preparando con tanto entusiasmo.
Alla fine, dopo un colloquio con un importante manager che voleva assumere uno tra Evan e Johnny, il protagonista capisce di aver deluso la figlia e si congeda frettolosamente e prematuramente dalla riunione lasciando sgomenti i presenti, presentandosi poi appena in tempo per veder concludere in grande stile la recita di Olivia poco prima che cominciasse a cantare. Come scena finale, Evan ottiene il posto che tanto aspettava, avendo colpito il manager in modo positivo per la libertà nei suoi confronti di seguire ciò che aveva di più caro, a dispetto dei tanti leccapiedi con i quali ha avuto a che fare.

## Critica
Eddie Murphy fu candidato ai Razzie Awards 2009 come peggior attore protagonista.

## Riconoscimenti
- Young Artist Awards
  - Candidatura Migliore giovane attrice a Yara Shahidi